# Xanthostemon
Xanthostemon (F.Muell., 1857) è un genere di piante appartenente alla famiglia delle Myrtaceae, diffuso in Oceania e sud-est asiatico.

## Tassonomia
All'interno del genere Xanthostemon sono incluse le seguenti 48 specie:
- Xanthostemon arenarius Peter G.Wilson
- Xanthostemon aurantiacus (Brongn. & Gris) Schltr.
- Xanthostemon bracteatus Merr.
- Xanthostemon brassii Merr.
- Xanthostemon carlii J.W.Dawson
- Xanthostemon chrysanthus (F.Muell.) Benth.
- Xanthostemon confertiflorus Merr.
- Xanthostemon crenulatus C.T.White
- Xanthostemon eucalyptoides F.Muell.
- Xanthostemon ferrugineus J.W.Dawson
- Xanthostemon formosus Peter G.Wilson
- Xanthostemon francii Guillaumin
- Xanthostemon fruticosus Peter G.Wilson & Co
- Xanthostemon glaucus Pamp.
- Xanthostemon grandiflorus Gugerli
- Xanthostemon graniticus Peter G.Wilson
- Xanthostemon grisii Guillaumin
- Xanthostemon gugerlii Merr.
- Xanthostemon × intermedius Gugerli
- Xanthostemon lateriflorus Guillaumin
- Xanthostemon laurinus (Pamp.) Guillaumin
- Xanthostemon longipes Guillaumin
- Xanthostemon macrophyllus Pamp.
- Xanthostemon melanoxylon Peter G.Wilson & Pitisopa
- Xanthostemon multiflorus (Montrouz.) Beauvis.
- Xanthostemon myrtifolius (Brongn. & Gris) Pamp. ex Pampal.
- Xanthostemon natunae Sedayu
- Xanthostemon novaguineensis Valeton
- Xanthostemon oppositifolius F.M.Bailey
- Xanthostemon paabaensis Gugerli
- Xanthostemon paradoxus F.Muell.
- Xanthostemon petiolatus (Valeton) Peter G.Wilson
- Xanthostemon philippinensis Merr.
- Xanthostemon psidioides (A.Cunn. ex Lindl.) Peter G.Wilson & J.T.Waterh.
- Xanthostemon pubescens (Brongn. & Gris) Sebert & Pancher
- Xanthostemon retusus Gugerli
- Xanthostemon ruber (Brongn. & Gris) Sebert & Pancher
- Xanthostemon sebertii Guillaumin
- Xanthostemon speciosus Merr.
- Xanthostemon sulfureus Guillaumin
- Xanthostemon umbrosus (A.Cunn. ex Lindl.) Peter G.Wilson & J.T.Waterh.
- Xanthostemon velutinus (Gugerli) J.W.Dawson
- Xanthostemon verdugonianus Náves ex Fern.-Vill.
- Xanthostemon verticillatus (C.T.White & W.D.Francis) L.S.Sm.
- Xanthostemon verus (Roxb.) Peter G.Wilson
- Xanthostemon vieillardii (Brongn. & Gris) Nied.
- Xanthostemon whitei Gugerli
- Xanthostemon xerophilus Peter G.Wilson
- Xanthostemon youngii C.T.White & W.D.Francis